# Psi5 Aurigae
Psi5 Aurigae (ψ5 Aurigae, förkortat Psi5 Aur, ψ5  Aur) som är stjärnans Bayerbeteckning, är en ensam stjärna belägen i den östra delen av stjärnbilden Kusken. Den har en skenbar magnitud på 5,25 och är svagt synlig för blotta ögat där ljusföroreningar ej förekommer. Baserat på parallaxmätning inom Hipparcosuppdraget på ca 60,6 mas, beräknas den befinna sig på ett avstånd på ca 54 ljusår (ca 17 parsek) från solen. Den har en optisk följeslagare av magnitud 8,4 separerad med 36 bågsekunder.

## Egenskaper
Psi5 Aurigae är en gul till vit stjärna i huvudserien av spektralklass G0 V. Den har en massa som är ungefär lika stor som solens massa, en radie som är omkring 20 procent större än solens och utsänder från dess fotosfär ca 2 gånger mera energi än solen vid en effektiv temperatur på ca 6 000 K.
Observation av infraröd strålning från Psi5 Aurigae visar ett överskott som tyder på närvaro av en omgivande stoftskiva. Dess material har en genomsnittlig temperatur på 60 K, vilket anger att den kretsar på ett avstånd av cirka 29 astronomiska enheter från värdstjärnan. Stoftet har en massa motsvarande ungefär hälften av månens massa och är cirka 600 miljoner år gammalt. Stjärnan undersöks för bevis på exoplaneter, men ingen har hittills hittats (2017).